# Протичовновий авіаносець

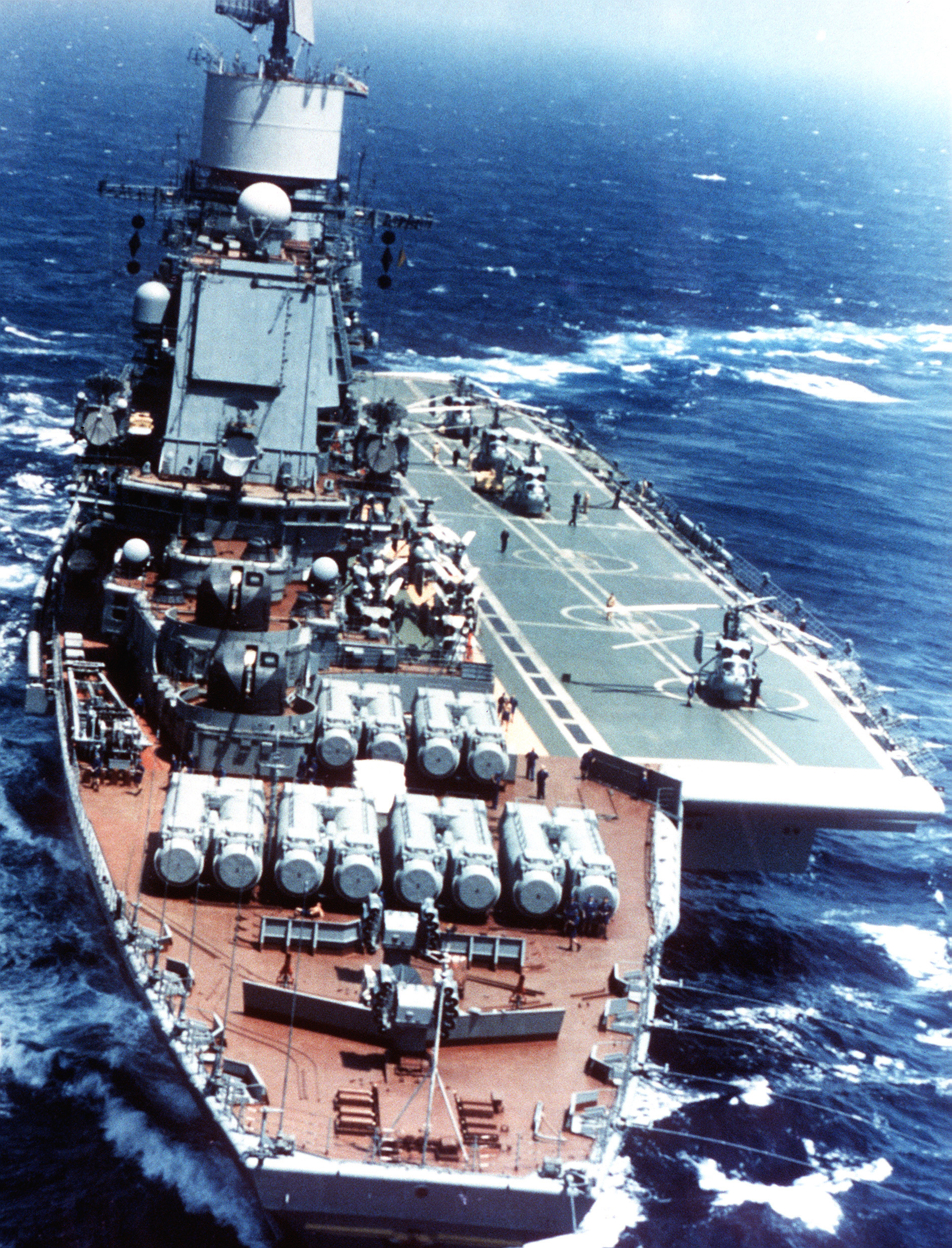
Авіаносні крейсери проєкту 1143

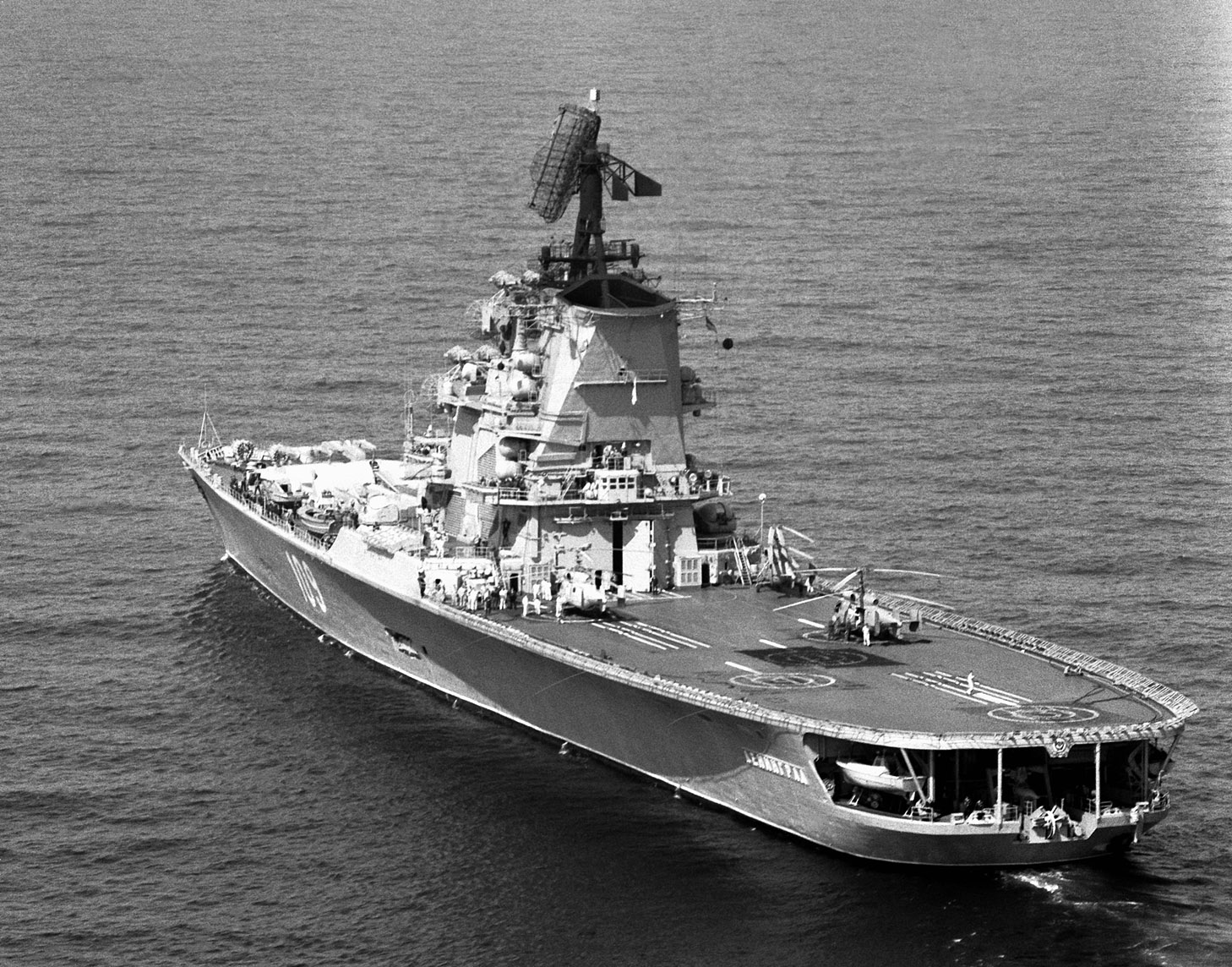
Протичовнові крейсери проєкту 1123

Протичовновий авіаносець— авіаносець, призначення якого полягає в боротьбі з підводними човнами, яка здійснюється за допомогою протичовнових літаків та вертольотів, що базуються на кораблі.

## Історія
Наприкінці 1950-х— початку 1960-х років, у зв'язку із ростом загрози з боку радянських підводних човнів, оснащених ракетною зброєю, у ВМС США було прийнято рішення про організацію протичовнових пошуково-ударних груп, ядром яких повинні були стати протичовнові авіаносці. Тобто формувалися протичовнові АУГ.

## Використання
В якості протичовнових вертольотоносців використовували класи Протичовнові крейсери проєкту 1123 і Авіаносні крейсери проєкту 1143.
Перетворення ударного авіаносця на протичовновий полягало у зміні складу його авіагрупи. Типова авіагрупа протичовнового авіаносця складалася з таких літаків:
| Призначення            | Тип                                  | Кількість |
| ---------------------- | ------------------------------------ | --------- |
| Протичовновий літак    | S-2 «Трекер»                         | 20-40     |
| Протичовновий вертоліт | SH-3 «Сі Кінг» або HSS-1N «Сібет»    | 16-20     |
| Літак АВАКС            | E-1 «Трейсер» або AD-5W «Скайрейдер» | 4-5       |
| Транспортний літак     | C-1 «Трейдер»                        | 0-1       |

У 1962 році у складі ВМС США знаходилися наступні протичовнові авіаносці:
| Авіаносець     | Номер  | Роки служби як CVS |
| -------------- | ------ | ------------------ |
| Essex          | CVS-9  | 1960-1969          |
| Yorktown       | CVS-10 | 1958-1970          |
| Intrepid       | CVS-11 | 1962-1974          |
| Hornet         | CVS-12 | 1958-1970          |
| Randolph       | CVS-15 | 1959-1969          |
| Lexington      | CVS-16 | 1962-1969          |
| Wasp           | CVS-18 | 1956-1971          |
| Bennington     | CVS-20 | 1959-1970          |
| Kearsarge      | CVS-33 | 1958-1970          |
| Lake Champlain | CVS-39 | 1957-1966          |